# Asura nigripuncta
Asura nigripuncta är en fjärilsart som beskrevs av Alfred Ernest Wileman. Asura nigripuncta ingår i släktet Asura och familjen björnspinnare. Inga underarter finns listade i Catalogue of Life.